# Microbiotheria
Microbiothera este un ordin de marsupiale. Acesta include o singură specie extantă – Dromiciops gliroides, și un număr de specii extincte, cu fosile în America de Sud, Antarctica de Vest și Australia de Nord.